# Brazilosaurus sanpauloensis
Brazilosaurus sanpauloensis es la única especie conocida del género extinto de saurópsido mesosaurio de la familia de los mesosáuridos que vivió a inicios del período Pérmico (época del Artinskiense) en lo que ahora es Brasil. Fue descrito a partir de un esqueleto encontrado en el estado de São Paulo.

## Descripción
Fue un animal pequeño y con un cuello alargado, similar a sus parientes del género Mesosaurus. Sin embargo, difiere de este por la presencia de dientes más cortos, mayor número de vértebras cervicales, un cuello más alargado y un cráneo más desarrollado con una superficie corrugada.
Presentaban adaptaciones a la vida acuática o semiacuática, como paquiostosis o engrosamiento de sus huesos para evitar flotar en el agua.

## Distribución geográfica y temporal
Nota: Véase texto para leyenda de la numeración de los yacimientos.
Los restos fósiles de Brazilosaurus sanpauloensis se han encontrado en el sur y centro-oeste de Brasil en formaciones geológicas pertenecientes al Pérmico, con una antigüedad de 290,1 a 279,5 millones de años.
Se conocen 6 restos fósiles, provenientes de los siguientes yacimientos:
1. Granja Hanayama (São Paulo, lugar de origen del holotipo).
2. Formación Irati (estado de Paraná).
3. Assistência (estado de São Paulo).
4. Ribeirão da Onça (estado de São Paulo).
5. METAGO I (estado de Goiás).
6. SUCAL (estado de Goiás).

## Taxonomía
Fue descrito en 1966 por los japoneses Tokio Shikama e Hiroshi Ozaki basándose en restos fósiles conservados en el Museo Nacional de Ciencia (Tokio) y provenientes de la formación Irati, en el estado de São Paulo, Brasil.

### Cladística
El siguiente cladograma muestra la posición filogenética de Brazilosaurus sanpauloensis, de acuerdo con Ruta et al., 2011.
|  | Brazilosaurus sanpauloensis |
|  |                             |
|  | Mesosaurus tenuidens        |
|  |                             |
|  | Stereosternum tumidum       |
|  |                             |

|  | "Millerosaurus" nuffieldi                                                    |
|  |                                                                              |
|  | \| \| Milleropsis pricei \| \| \| \| \| \| Millerosaurus ornatus \| \| \| \| |
|  |                                                                              |
|  | Milleropsis pricei                                                           |
|  |                                                                              |
|  | Millerosaurus ornatus                                                        |
|  |                                                                              |

|  | Milleropsis pricei    |
|  |                       |
|  | Millerosaurus ornatus |
|  |                       |

|  | "Millerosaurus" nuffieldi                                                    |
|  |                                                                              |
|  | \| \| Milleropsis pricei \| \| \| \| \| \| Millerosaurus ornatus \| \| \| \| |
|  |                                                                              |
|  | Milleropsis pricei                                                           |
|  |                                                                              |
|  | Millerosaurus ornatus                                                        |
|  |                                                                              |

|  | Milleropsis pricei    |
|  |                       |
|  | Millerosaurus ornatus |
|  |                       |

|  | "Millerosaurus" nuffieldi                                                    |
|  |                                                                              |
|  | \| \| Milleropsis pricei \| \| \| \| \| \| Millerosaurus ornatus \| \| \| \| |
|  |                                                                              |
|  | Milleropsis pricei                                                           |
|  |                                                                              |
|  | Millerosaurus ornatus                                                        |
|  |                                                                              |

|  | Milleropsis pricei    |
|  |                       |
|  | Millerosaurus ornatus |
|  |                       |

|  | "Millerosaurus" nuffieldi                                                    |
|  |                                                                              |
|  | \| \| Milleropsis pricei \| \| \| \| \| \| Millerosaurus ornatus \| \| \| \| |
|  |                                                                              |
|  | Milleropsis pricei                                                           |
|  |                                                                              |
|  | Millerosaurus ornatus                                                        |
|  |                                                                              |

|  | Milleropsis pricei    |
|  |                       |
|  | Millerosaurus ornatus |
|  |                       |

|  | Australothyris smithi   |
|  |                         |
|  | Microleter mckinzieorum |
|  |                         |
|  | Ankyramorpha            |
|  |                         |

|  | "Millerosaurus" nuffieldi                                                    |
|  |                                                                              |
|  | \| \| Milleropsis pricei \| \| \| \| \| \| Millerosaurus ornatus \| \| \| \| |
|  |                                                                              |
|  | Milleropsis pricei                                                           |
|  |                                                                              |
|  | Millerosaurus ornatus                                                        |
|  |                                                                              |

|  | Milleropsis pricei    |
|  |                       |
|  | Millerosaurus ornatus |
|  |                       |

|  | "Millerosaurus" nuffieldi                                                    |
|  |                                                                              |
|  | \| \| Milleropsis pricei \| \| \| \| \| \| Millerosaurus ornatus \| \| \| \| |
|  |                                                                              |
|  | Milleropsis pricei                                                           |
|  |                                                                              |
|  | Millerosaurus ornatus                                                        |
|  |                                                                              |

|  | Milleropsis pricei    |
|  |                       |
|  | Millerosaurus ornatus |
|  |                       |

|  | "Millerosaurus" nuffieldi                                                    |
|  |                                                                              |
|  | \| \| Milleropsis pricei \| \| \| \| \| \| Millerosaurus ornatus \| \| \| \| |
|  |                                                                              |
|  | Milleropsis pricei                                                           |
|  |                                                                              |
|  | Millerosaurus ornatus                                                        |
|  |                                                                              |

|  | Milleropsis pricei    |
|  |                       |
|  | Millerosaurus ornatus |
|  |                       |

|  | "Millerosaurus" nuffieldi                                                    |
|  |                                                                              |
|  | \| \| Milleropsis pricei \| \| \| \| \| \| Millerosaurus ornatus \| \| \| \| |
|  |                                                                              |
|  | Milleropsis pricei                                                           |
|  |                                                                              |
|  | Millerosaurus ornatus                                                        |
|  |                                                                              |

|  | Milleropsis pricei    |
|  |                       |
|  | Millerosaurus ornatus |
|  |                       |

|  | Australothyris smithi   |
|  |                         |
|  | Microleter mckinzieorum |
|  |                         |
|  | Ankyramorpha            |
|  |                         |

|  | Brazilosaurus sanpauloensis |
|  |                             |
|  | Mesosaurus tenuidens        |
|  |                             |
|  | Stereosternum tumidum       |
|  |                             |

|  | "Millerosaurus" nuffieldi                                                    |
|  |                                                                              |
|  | \| \| Milleropsis pricei \| \| \| \| \| \| Millerosaurus ornatus \| \| \| \| |
|  |                                                                              |
|  | Milleropsis pricei                                                           |
|  |                                                                              |
|  | Millerosaurus ornatus                                                        |
|  |                                                                              |

|  | Milleropsis pricei    |
|  |                       |
|  | Millerosaurus ornatus |
|  |                       |

|  | "Millerosaurus" nuffieldi                                                    |
|  |                                                                              |
|  | \| \| Milleropsis pricei \| \| \| \| \| \| Millerosaurus ornatus \| \| \| \| |
|  |                                                                              |
|  | Milleropsis pricei                                                           |
|  |                                                                              |
|  | Millerosaurus ornatus                                                        |
|  |                                                                              |

|  | Milleropsis pricei    |
|  |                       |
|  | Millerosaurus ornatus |
|  |                       |

|  | "Millerosaurus" nuffieldi                                                    |
|  |                                                                              |
|  | \| \| Milleropsis pricei \| \| \| \| \| \| Millerosaurus ornatus \| \| \| \| |
|  |                                                                              |
|  | Milleropsis pricei                                                           |
|  |                                                                              |
|  | Millerosaurus ornatus                                                        |
|  |                                                                              |

|  | Milleropsis pricei    |
|  |                       |
|  | Millerosaurus ornatus |
|  |                       |

|  | "Millerosaurus" nuffieldi                                                    |
|  |                                                                              |
|  | \| \| Milleropsis pricei \| \| \| \| \| \| Millerosaurus ornatus \| \| \| \| |
|  |                                                                              |
|  | Milleropsis pricei                                                           |
|  |                                                                              |
|  | Millerosaurus ornatus                                                        |
|  |                                                                              |

|  | Milleropsis pricei    |
|  |                       |
|  | Millerosaurus ornatus |
|  |                       |

|  | Australothyris smithi   |
|  |                         |
|  | Microleter mckinzieorum |
|  |                         |
|  | Ankyramorpha            |
|  |                         |

|  | "Millerosaurus" nuffieldi                                                    |
|  |                                                                              |
|  | \| \| Milleropsis pricei \| \| \| \| \| \| Millerosaurus ornatus \| \| \| \| |
|  |                                                                              |
|  | Milleropsis pricei                                                           |
|  |                                                                              |
|  | Millerosaurus ornatus                                                        |
|  |                                                                              |

|  | Milleropsis pricei    |
|  |                       |
|  | Millerosaurus ornatus |
|  |                       |

|  | "Millerosaurus" nuffieldi                                                    |
|  |                                                                              |
|  | \| \| Milleropsis pricei \| \| \| \| \| \| Millerosaurus ornatus \| \| \| \| |
|  |                                                                              |
|  | Milleropsis pricei                                                           |
|  |                                                                              |
|  | Millerosaurus ornatus                                                        |
|  |                                                                              |

|  | Milleropsis pricei    |
|  |                       |
|  | Millerosaurus ornatus |
|  |                       |

|  | "Millerosaurus" nuffieldi                                                    |
|  |                                                                              |
|  | \| \| Milleropsis pricei \| \| \| \| \| \| Millerosaurus ornatus \| \| \| \| |
|  |                                                                              |
|  | Milleropsis pricei                                                           |
|  |                                                                              |
|  | Millerosaurus ornatus                                                        |
|  |                                                                              |

|  | Milleropsis pricei    |
|  |                       |
|  | Millerosaurus ornatus |
|  |                       |

|  | "Millerosaurus" nuffieldi                                                    |
|  |                                                                              |
|  | \| \| Milleropsis pricei \| \| \| \| \| \| Millerosaurus ornatus \| \| \| \| |
|  |                                                                              |
|  | Milleropsis pricei                                                           |
|  |                                                                              |
|  | Millerosaurus ornatus                                                        |
|  |                                                                              |

|  | Milleropsis pricei    |
|  |                       |
|  | Millerosaurus ornatus |
|  |                       |

|  | Australothyris smithi   |
|  |                         |
|  | Microleter mckinzieorum |
|  |                         |
|  | Ankyramorpha            |
|  |                         |